# Rottboellia purpurascens
Rottboellia purpurascens là một loài thực vật có hoa trong họ Hòa thảo. Loài này được Robyns miêu tả khoa học đầu tiên năm 1929.